# Frères Dalton
Pour les articles homonymes, voir Dalton.
Pour les frères Dalton de la bande dessinée Lucky Luke, voir Frères Dalton (Lucky Luke).
 (septembre 2020).
Si vous disposez d'ouvrages ou d'articles de référence ou si vous connaissez des sites web de qualité traitant du thème abordé ici, merci de compléter l'article en donnant les références utiles à sa vérifiabilité et en les liant à la section « Notes et références ».
Les frères Dalton (en anglais Dalton Brothers) ou bande des Dalton (Dalton Gang) sont un groupe de hors-la-loi qui a sévi dans l'Ouest américain de 1890 à 1892, attaquant principalement des banques et des trains. La bande, formée autour des quatre frères Robert "Bob" (mort en 1892), Gratton "Grat" (mort en 1892), William "Bill" (mort en 1894) et Emmett Dalton (1871-1937), incluait également, dans un premier temps, William McElhanie, « Narrow Gauge Kid », George Newcomb et Charlie Bryant, puis Bill Powers et Dick Broadwell, tous deux tués lors du braquage de Coffeyville en 1892 en même temps que Robert et Gratton. Un des frères, Bill, qui n'avait pas participé au braquage, forme par la suite sa propre bande et sera abattu deux ans plus tard.
Ils sont issus d'une famille honorable de fermiers du Kansas et un de leurs frères aînés, Frank, est tué en 1887 lors d'une opération de police qu'il effectue en tant que membre du US Marshals Service. Deux des quatre frères ont d'ailleurs eux-mêmes été marshals.
Survivant blessé de l'affaire de Coffeyville, Emmett Dalton passera 14 ans en prison et survivra jusqu'en 1937. Il a écrit deux livres sur l'histoire de la famille et de la bande. Les Dalton ont inspiré de nombreuses histoires. Dans le monde francophone, ils sont particulièrement connus à travers la bande dessinée Lucky Luke de Morris et Goscinny, dans laquelle les Dalton (Joe, Jack, William et Averell), adversaires récurrents du héros, sont présentés comme des cousins des Dalton historiques. Mais les vrais frères Dalton apparaissent aussi dans un album antérieur, Hors-la-loi, où ils meurent tous les quatre.

## Biographie

### Origines familiales
Leur père, James Lewis Dalton, est un héros de la guerre américano-mexicaine (1846-1848). D'abord barman dans un saloon, il déménage après son mariage avec Adeline Younger pour les territoires indiens qui forment aujourd'hui l'État d'Oklahoma, puis s'installe à Coffeyville dans l'État du Kansas. Il se consacre alors à l'élevage et à la culture.
De leur mariage naissent quinze enfants, dix garçons et cinq filles : Ben, Cole (tous deux diplômés de l'université McGee[réf. nécessaire]), Louis, Littelton, Lelia, Frank, Gratton (« Grat »), William (« Bill », tué à son domicile d'Ardmore), Eva, Robert (« Bob »), Emmett, Leona, Nammie, Adeline et Simon.

### Le frère aîné, Frank, marshal des États-Unis tué en service

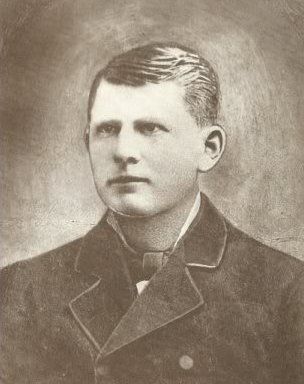
Frank

Frank Dalton (1859-1887) est nommé marshal adjoint (deputy marshal) des États-Unis. Ses quartiers sont situés à Fort Smith dans l'Arkansas. Il bénéficie d'une grande estime et d'un grand respect. Les voleurs de chevaux et de bétail le craignent tout autant que les trafiquants de whisky qui passent leur marchandise en contrebande sur le territoire indien.[réf. nécessaire] Selon Emmett, Frank Dalton a la réputation d'être intrépide, courageux et honnête.
Il est tué lors d'une intervention contre les trafiquants d'alcool Smith, Dixon et William Towerly. Selon le récit de Cole, un autre marshal adjoint participant à l'opération, une bagarre éclate lorsqu'ils tentent d'interpeller les trois hommes. Smith Towerly et Frank Dalton tirent en même temps. Frank Dalton s'effondre, touché par une balle qui lui laboure le bras gauche à partir du poignet. Dixon Towerly, en sortant de la tente où ils se trouvaient, tire de nouveau en même temps que Frank déjà à terre, et le touche au côté gauche. Plus tard, Dixon reconnaîtra avoir tiré à trois reprises sur Frank à terre et sans défense. C'est une balle tirée dans la gorge qui cause la mort de Frank.

### Constitution de la bande autour de Robert, marshal déserteur, et d'Emmet
Robert « Bob » Dalton (1869-1892) devient à son tour marshal adjoint mais, confronté à tant d'inégalités sociales, de politique trompeuse, de rapports truqués et de supérieurs corrompus (d'ailleurs il attendait toujours sa paye qui ne venait jamais sous le prétexte que le gouvernement n'avait pas transféré les fonds), il quitte son poste.[réf. nécessaire]

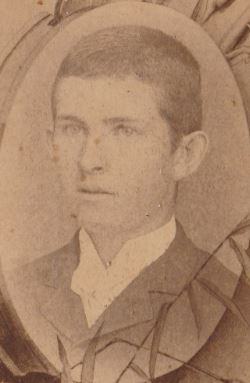
Bob

Lui et Emmett se rendent alors au Nouveau-Mexique pour y entreprendre de nouvelles affaires, accompagnés de William McEllhanie (« Narrow Gauge Kid »), George Newcomb (en) et Charlie Bryant.
Partis de l'Oklahoma, ils s'arrêtent près de Silver City pour se reposer quelques jours dans le seul hôtel de la ville. Le propriétaire d'un restaurant chinois leur annonce qu'il y a un grand jeu au saloon : un jeu mexicain appelé « Monte ». Ils décident de s'y rendre mais, au cours d'une partie, s'aperçoivent que tout est truqué. Bob Dalton décide de se venger. Aussitôt qu'il s'aperçoit qu'ils se font arnaquer, Bob dit à Emmett de se poster à l'entrée et prévient les autres ; à son signal, Emmett crie « Les mains en l'air ! », les autres tirent quelques coups en l'air et récupèrent tout l'argent des truqueurs, sans procéder à des violences contre les personnes.
La bande se voit alors attribuer des délits qu'elle n'a pas commis, notamment une attaque du train de la Southern Pacific, détenteur du monopole des banques et du transport[pas clair]. C'est en effet un détective engagé par la Southern Pacific qui propage les premières rumeurs sur leurs agissements supposés.
Pour éviter d'être arrêtés, ils prennent la fuite.
Effaçant avec l'argent volé des prêts bancaires et des dettes de propriété,[réf. nécessaire] ils bénéficient de l'aide des fermiers, qui leur dévoilent les planques et les plans des shérifs et des marshals des environs. La montagne leur sera favorable pour échapper aux poursuites.

### Bill et Grat Dalton
William « Bill » Dalton vit alors à plus de 150 km de l'endroit où se trouve la bande. C'est comme son père un fermier, chargé de famille. Mais la rumeur l'implique dans les agissements de la bande.

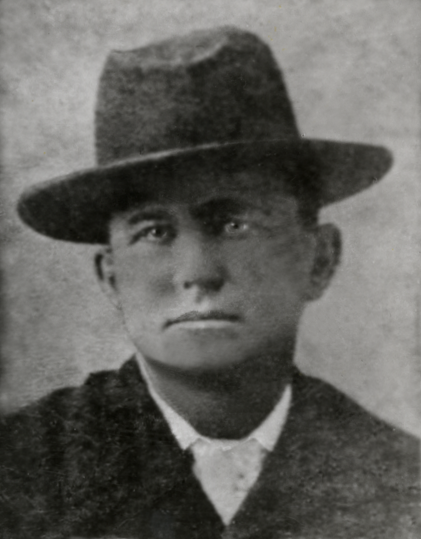
Bill
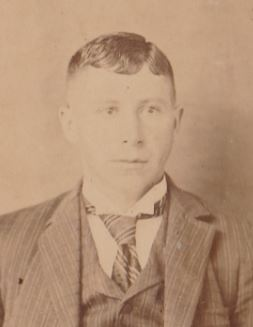
Grat

Gratton « Grat » Dalton est lui aussi victime de ces rumeurs, alors qu'il est marshal adjoint. Incarcéré, il réussit à s'évader pour rejoindre ses frères.

### Période des attaques
Ils ont une espionne, Miss Moore,[réf. nécessaire] qui note les horaires prévus pour les arrêts des trains transportant des fonds.
Ils réussissent ainsi plusieurs opérations. Mais elle meurt en 1892. Ils n'ont plus aucun contact pour préparer un plan solide.

### L'attaque à Coffeyville
La bande des Dalton est plus que jamais en cavale, pouvant à peine approcher leur mère. Bob Dalton comprend qu'il est devenu dangereux de lancer de nouvelles attaques : ils ont manqué de peu de se faire prendre au cours de la dernière attaque[Où ?]. Il a néanmoins en tête de faire plus fort que les frères Younger, des cousins réputés pour leurs attaques de banque : ils attaqueront en même temps deux banques à Coffeyville. Ce vol à main armée doit être le dernier, ensuite, ils partiront en Amérique du Sud.
Le plan est simple. Armés de leurs revolvers Colt et de fusils Winchester, Bob et Emmett doivent s'occuper de la Federal National Bank, tandis que Grat, Bill Powers et Dick Broadwell doivent attaquer la Condon Bank. Les deux banques sont à Coffeyville. Ils ont un indicateur, nommé Chapman.
Mais les choses tournent mal. Chapman les trahit durant l'attaque de la FNB et est abattu par Bob Dalton. Il s'ensuit un véritable bain de sang durant lequel sont tués quatre citoyens de la ville, dont un marshal. Dans la Condon Bank, Grat Dalton est trompé par un employé qui prétend faussement que le coffre-fort n'ouvre que si une pendule est réglée sur une certaine heure. Cela retarde le départ. Sous une grêle de balles, les cinq tentent de prendre la fuite, mais Bob et Grat Dalton, Bill Powers et Dick Broadwell meurent et Emmett est grièvement blessé, recevant un total de 23 balles.
Emmett Dalton est emprisonné, accusé de braquage de banque et de deux meurtres, bien qu'il n'ait tiré aucun coup de feu ce jour-là[réf. nécessaire].

### Le gang de Bill Dalton (1892-1894)
Indépendamment de ses frères, Bill Dalton a formé avec Bill Doolin un gang, connu sous le nom du « gang Doolin-Dalton » ou le Wild Bunch. Il quitte ensuite ce gang pour former sa propre bande.
Le 23 mai 1894, ils mènent un braquage à Longview au Texas. Le 8 juin 1894, le croyant mêlé à l'affaire, des marshals adjoints traquent Bill Dalton à son domicile d'Ardmore dans l'Oklahoma et l'abattent alors qu'il tente de prendre la fuite.

### Destin d'Emmett Dalton (1871-1937)

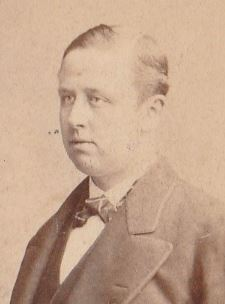
Emmett

Emmett est le seul survivant de l'attaque des banques de Coffeyville. L'avocat négocie, avec son accord, une peine de réclusion de quatorze ans, pour complicité de meurtre et braquage de banque. Il est néanmoins condamné à perpétuité, mais sera libéré en 1907 au bout de quatorze ans.
Il écrit deux livres : Beyond The Law (1918), récit autobiographique qui retrace l'histoire du gang, et When the Daltons Rode (1931). S'emparant du mythe, Hollywood fait tenir à Emmett son propre rôle dans une adaptation de son récit. Mais il meurt le 13 juillet 1937 à Hollywood à l'âge de soixante-six ans. Un film sort en 1940, sous la direction de George Marshall.

## Inspiration

### Bande dessinée
Dans la bande dessinée Lucky Luke, les frères Dalton historiques apparaissent dans l'épisode Hors-la-loi, où ils trouvent tous les quatre la mort. Outre cette inexactitude, Morris met en scène les quatre frères opérant ensemble, alors que la carrière criminelle de Bill est en grande partie postérieure à celle des trois autres.
À partir de l'épisode Les Cousins Dalton, ils sont parodiés par Morris et Goscinny dans des albums de Lucky Luke qui mettent en scène leurs cousins imaginaires, Joe, William, Jack et Averell.

« Ce qui m'avait séduit dans le film de George Marshall, When the Daltons Rode, c'est qu'il s'agissait de quatre frères unis pour la défense de très mauvaises causes. Ils ont réellement existé, mais, bien sûr, ils n'étaient ni jumeaux, ni de taille échelonnée. Ils étaient les cousins des frères Younger qu'ils entendaient dépasser en cruauté. En fait, c'étaient de vrais imbéciles, ils préparaient minutieusement des attaques qui leur rapportaient des butins de rien du tout. Quand j'étais à New York, je me suis très bien documenté à leur sujet. Les faire mourir à la fin de Hors-la-loi fut une grosse gaffe de ma part. J'ai reçu beaucoup de lettres de lecteurs qui trouvaient ces personnages très amusants et souhaitaient que je les remette en scène. J'ai créé les cousins, encore plus bêtes, ayant constaté que la bêtise et la méchanceté mises ensemble donnent lieu à des gags très drôles. »

— Morris
Bob, Grat, Bill et Emmett Dalton font également une courte apparition dans Les Tontons Dalton, sixième album de la série Les aventures de Lucky Luke d'après Morris, dessiné par Achdé et scénarisé par Laurent Gerra et Jacques Pessis.
Les Dalton historiques apparaissent également dans La Jeunesse de Picsou de Don Rosa (épisode 6 bis : Le Protecteur de Pizen Bluff).

### Cinéma
- When the Daltons Rode (1940) de George Marshall[4]
- The Daltons Ride Again (1945) de Ray Taylor[5]
- The Daltons' Women (en) (1950) de Thomas Carr[6]
- Three Desperate Men (1951) de Sam Newfield ; les personnages du film, les frères Denton, sont inspirés des frères Dalton[7]
- À feu et à sang (1952) de Budd Boetticher
- Les Dalton (2004) de Philippe Haïm ; ce film est inspiré de l'œuvre de Morris[8]

### Musique
- Les Dalton, chanson de Joe Dassin (1967)
- Doolin-Dalton, chanson de The Eagles (1973)

### Littérature
- Ron Hansen, Le Sang des Dalton, Paris, Buchet-Chastel, 2009 (roman)

### Jeux vidéo
Les Dalton font une apparition dans le jeu vidéo Call of Juarez : Gunslinger en tant qu'ennemis que le personnage principal devra affronter. Un easter egg leur est également consacré dans Red Dead Redemption 2.

### Sources et bibliographie
- Emmett Dalton, Le Gang des Dalton : notre véritable histoire, Futur luxe nocturne, 2004, traduit de l'anglais par Emmanuelle et François Prado ; préface et postface de Raphaël Espiñera, 159 p. (dont 8 de photographies), 21 cm,  (ISBN 2-9519778-1-6), titre original : Beyond the Law.
- Emmett Dalton, Nous les Dalton (When the Daltons Rode).
- Ron Hansen, Le sang des Dalton, Buchet Chastel, 2009, 381 p. Traduit de l'anglais par Vincent Hugon. Titre original : Desperadoes